# Arachnis meadowsi
Arachnis meadowsi är en fjärilsart som beskrevs av Comstock 1942. Arachnis meadowsi ingår i släktet Arachnis och familjen björnspinnare. Inga underarter finns listade i Catalogue of Life.